# マリア・アフォンソ・デ・ポルトゥガル
マリア・アフォンソ・デ・ポルトゥガル（ポルトガル語：Maria Afonso de Portugal, 1301年以前 - 1319年4月3日以降）は、ポルトガル王ディニス1世とマリーニャ・ゴメスの庶子。

## 生涯
マリアの名前は、1304年10月30日付の寄進状に初めて言及されている。
1317年以前にサンタレンにおいて、ヒブラレオンとマンサナレス・エル・レアルの2代領主フアン・アルフォンソ・デ・ラ・セルダ（1295年 - 1347年）と結婚した。フアン・アルフォンソはカスティーリャ王位請求者アルフォンソ・デ・ラ・セルダ（フェルナンド・デ・ラ・セルダの息子）とマティルド・ド・ブリエンヌ＝ウーの息子であった。